# ベネラ2号
ベネラ2号（ロシア語：Венера-2、ラテン文字表記例：Venera 2、「金星2号」の意味）とは、1965年にソビエト連邦によって打上げられた金星探査機である。この年にソ連が打上げた3機の金星探査機（ベネラ2号・3号・コスモス96号）の最初の1つである。金星をフライバイしながら観測を行う計画であったが、金星到達前に交信が途絶えた。

## 概要
この年にソ連が打上げたベネラ2号含む3機の金星探査機は、は3MVと呼ばれる衛星バスを使用していた。3MVは金星・火星探査に兼用出来、1964 - 翌1965年にゾンド1 - 3号として試験飛行が行われた。ベネラ2・3号では観測装置が異なり、2号はフライバイ観測用カメラなどを、ベネラ3号では着陸カプセルを搭載した。
1965年11月12日、ベネラ2号はモルニヤロケットによって宇宙待機軌道に投入され、その後上段ロケットを噴射して金星へ向かう軌道に乗った。ところが、金星へ到着する前にベネラ2号との交信が失われてしまった。探査機はデータを送信することなく1966年2月27日に金星より24,000 kmの距離を通過し、太陽を周回する人工惑星となった。
なお、ベネラ2号の直後に打上げられた2機の準同型機も、交信途絶（ベネラ3号）や地球周回軌道からの離脱失敗（コスモス96号）のために、いずれも有用なデータを送り届けることは出来なかった。但し、3号は交信が途絶えた状態で金星に衝突し、世界で初めて他惑星へ到達した人工物となった。